# Zalmoxis
Pour l’article homonyme, voir Zalmoxis (médicament).
Pour l’article homonyme, voir Zalmoxes.

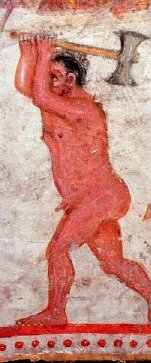
Fresque d'un tombeau thrace représentant Zalmoxis,.

Zalmoxis (en grec: Ζάλμοξις) est une figure religieuse de l'antiquité thrace. Ce nom désigne à la fois un dieu, un personnage légendaire, mais également un chant, une danse, une peau d'animal (ours) et un masque. Il y a là un ensemble qui laisse entrevoir une ancienne corporation de danseurs, à l'intérieur de laquelle s'est précisée l'idée d'un pouvoir religieux. Le nom de Zalmoxis apparaît la première fois chez Hérodote qui affirme qu'esclave affranchi de Pythagore, il est retourné dans son pays gète et a enseigné sa croyance à ses compatriotes et à leurs chefs.

## Histoire
Dans l'antiquité, la figure de Zalmoxis est très controversée : certains auteurs affirment qu'il s'agit d'un prince ou d'un roi (Platon, Strabon, Jordanès) ; d'autres affirment que c'est un imposteur divinisé : d'après Hérodote, les Grecs du Pont racontaient que Zalmoxis, avant d'être dieu, avait été homme, esclave et disciple de Pythagore, et qu'il était devenu ensuite le législateur des Thraces, ce qui veut dire sans doute que les Grecs du Pont, retrouvant chez les Thraces certaines pratiques ou légendes analogues à celles des Pythagoriciens, les expliquaient de cette manière. Hérodote ajoute que l'enseignement de Zalmoxis est « une tromperie », ce qui en ferait un précurseur d'Alexandre d'Abonuteichos - et en fait un sujet d'intérêt pour les protochronistes.

## Étymologie
Pour les protochronistes roumains « Zalmoxis » signifierait « Zeu Moș » (« Dieu Vieillard » en roumain moderne) mais moș est un mot slave (mouj) signifiant « homme » ; d'autres rapprochent « Moxis » du sanskrit Moksha, « vie éternelle », et rapprochent son enseignement des religions modernes et des notions de vie éternelle et/ou de réincarnation. Plusieurs auteurs dont Karl Meuli et Jean Coman proposent de voir en Zalmoxis une figure chamanique ou totémique, un « dieu-ours » ou « dieu à peau d'ours » (chez les Celtes comme les Scordices voisins des Daces, l'ours représentait la royauté).

## Religion
Selon Mircea Eliade, il se serait présenté comme un intermédiaire entre les humains et le dieu Gabeleisos, auquel les Gètes envoyaient tous les quatre ans un messager au moyen d'un sacrifice humain volontaire. Trois aides sont chargés de tenir une javeline la pointe en l'air tandis que d'autres jettent en l'air le messager. S'il meurt rapidement de ses blessures, le Dieu est favorable. Dans le cas contraire, on envoie un autre député. La « demeure souterraine » où Zalmoxis disparut et vécut trois ans pour reparaître ensuite afin de prêcher aux Gètes l'immortalité de l'Homme n'a cependant rien de chamanique. Cette « demeure souterraine » pourrait être une grotte du mont sacré Kogaionon cité par les mêmes sources. À l'issue de son ermitage, Zalmoxis enseignait aux participants lors de ses « banquets » (autrement dit son culte à Mystères) que tous iraient en un lieu où ils survivraient toujours et jouiraient d'une complète félicité. Il s'agit là d'une vie après la mort qui diffère tout autant des conceptions grecques que du chamanisme, puisque la tradition homérique dépeint un Hadès sombre et souterrain avec des morts transformés en ombres, et puisqu'Orphée et Pythagore proposent la transmigration des âmes.
La seule certitude, c'est que Zalmoxis a introduit parmi ses compatriotes un culte à mystères, d'inspiration pythagoricienne, qui a été volontiers adopté par les polistes et tarabostes (aristocrates) daces et thraces ; ce culte postulait l'existence d'un dieu suprême créateur et destructeur, Gabeleisos, et l'immortalité de l'âme des guerriers morts au combat et de quiconque sacrifiait sa vie pour celle de ses semblables. Hérodote, au Livre IV de ses Histoires, parle de sacrifices humains consentis par des victimes expiatoires, et de banquets festifs lors des obsèques : ces rituels dont on n'a trouvé aucune trace archéologique, ont été mis en scène dans le film « Les Guerriers » (Dacii) réalisé par Sergiu Nicolaescu en 1967, qui a marqué toute une génération de Roumains et de Bulgares. Zalmoxis prêchait en outre, pour tous ses fidèles, l'interdiction de boire du vin en dehors des banquets initiatiques et, pour les polistes (prêtres-guerriers), de manger de la viande.

## Sources antiques
- Hérodote, Histoires [détail des éditions] [lire en ligne], Livre IV, 93-96.
- Platon, Charmide, 156 d - 158 b
- Strabon, Géographie [détail des éditions] [lire en ligne], 7, 3, 1-11
- Jordanès, Histoire des Goths [détail des éditions] [lire en ligne], V, 39-40 ; XII, 69-73